# Falaleu
Falaleu ist ein Dorf im Distrikt Hahake im Königreich Uvea, welches als Teil des französischen Überseegebiets Wallis und Futuna zu Frankreich gehört.

## Lage
Falaleu liegt im Osten des Distrikts Hahake an der Küste und grenzt im Süden an Haʻafuasia und im Norden an Mata Utu. Die Insel, wo sich das Dorf befindet, Uvea, gehört zu den Wallis-Inseln.

Das Dorf befindet sich zwischen dem Lac Kikila (deutsch Kikila-See) und dem Baie de Matā'utu (deutsch Bucht von Mata Utu). Falaleu ist etwas dichter bebaut als andere Dörfer auf der Insel. Die meisten Bauten sind kleine Häuser.

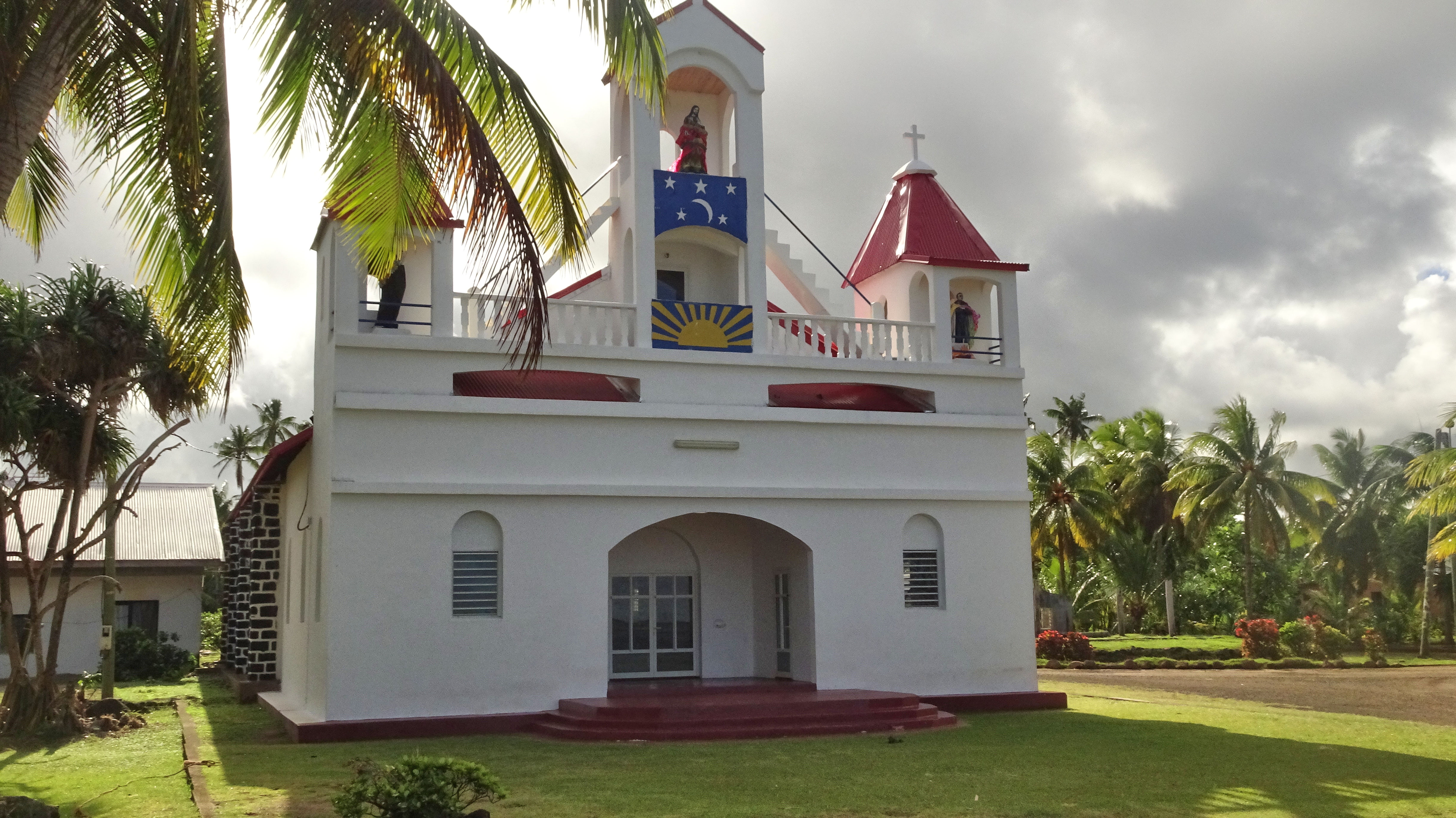
Kapelle Saint-Jean-Baptiste in Falaleu
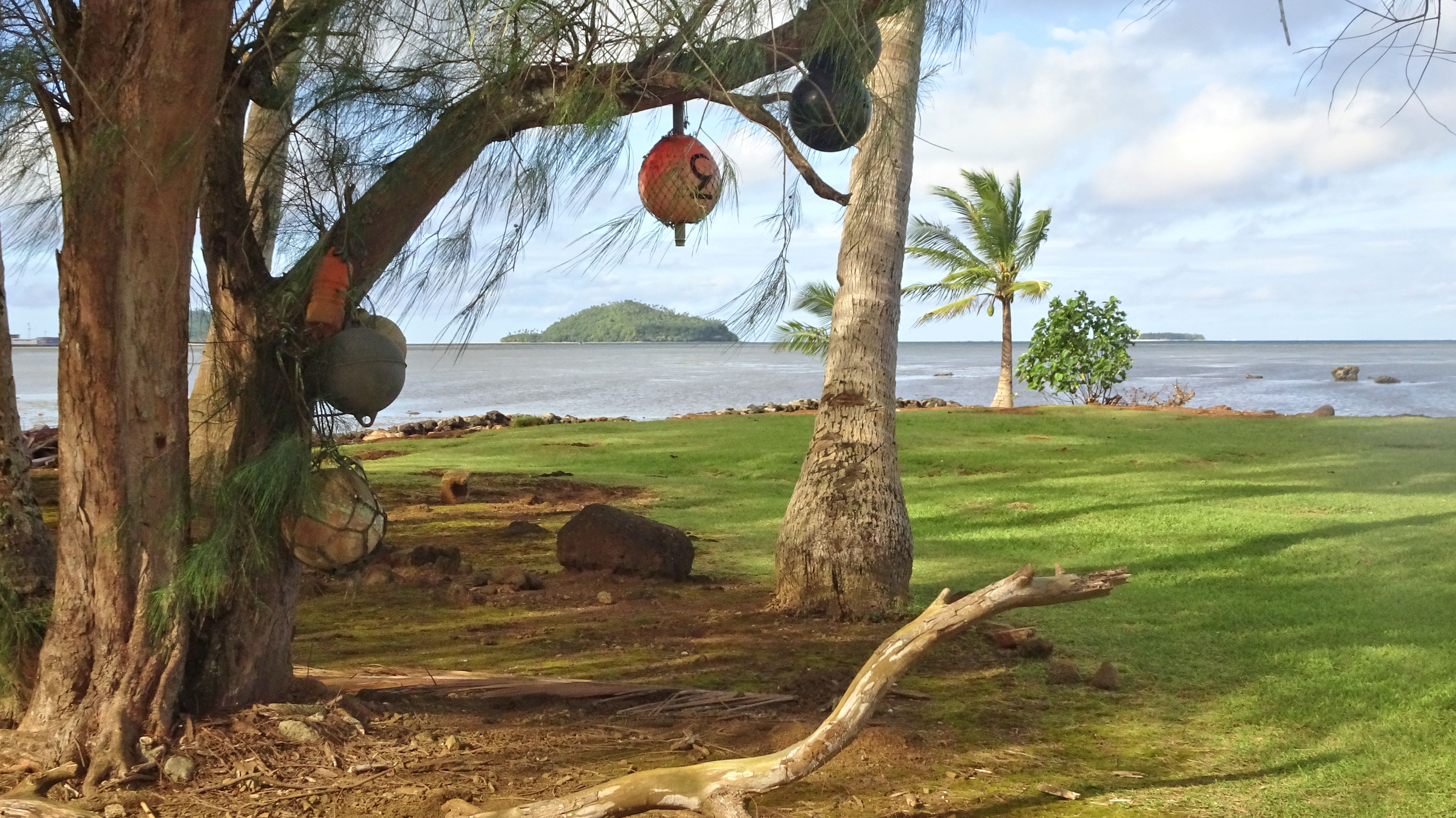
Küstenlandschaft in Falaleu mit Blick auf die Laguneninseln
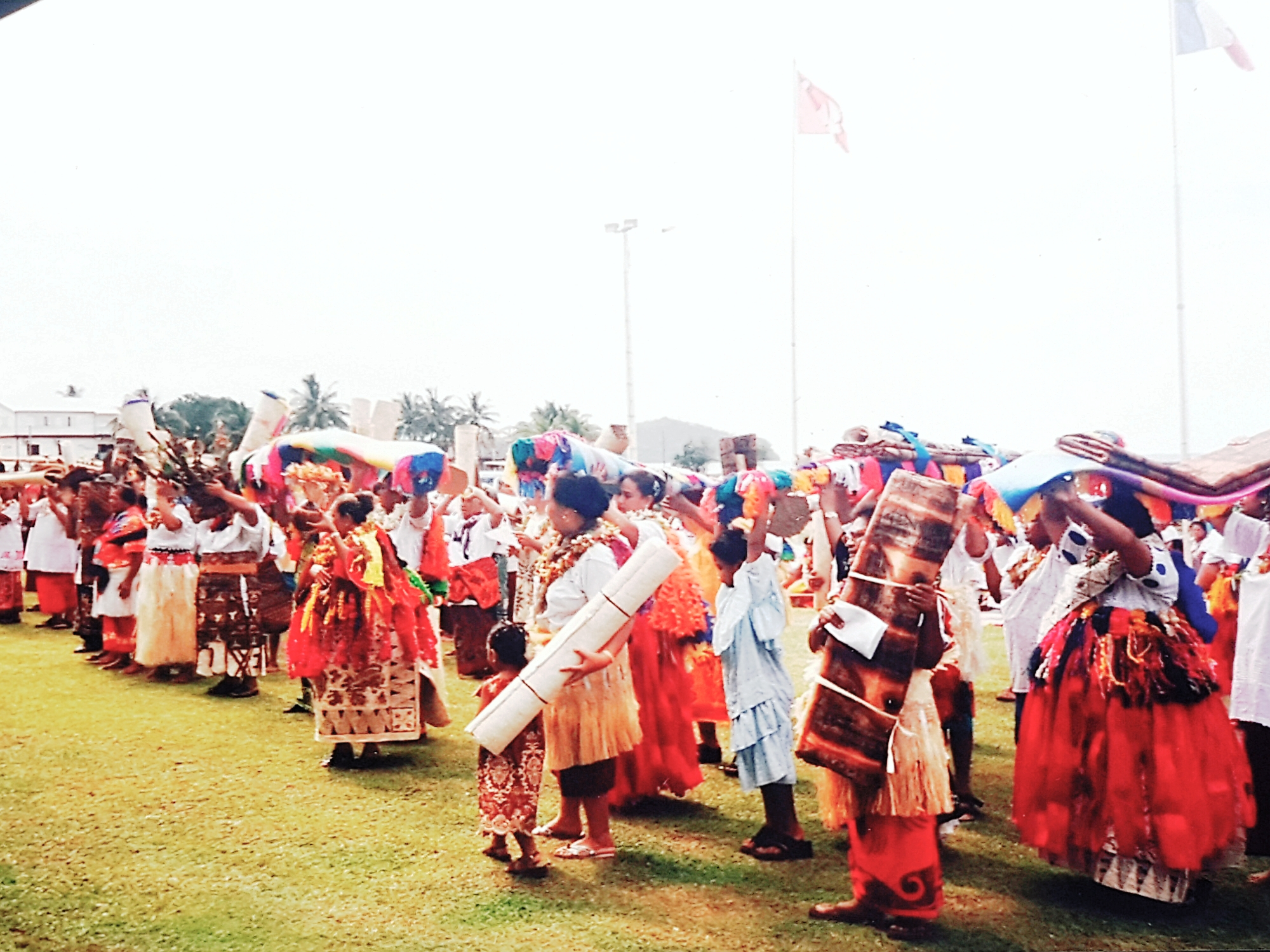
Einwohner von Falaleu während einer To'okava-Zeremonie am 15. August 2001 in Mata Utu